# Amolops liangshanensis
Amolops liangshanensis là một loài ếch trong họ Ranidae. Chúng là loài đặc hữu của Trung Quốc.
Các môi trường sống tự nhiên của chúng là các khu rừng ôn hòa và sông.
Tình trạng bảo tồn của nó hiện chưa đủ thông tin.